# Lynel Kitambala
Lynel Darcy Kitambala (Creil, 26 oktober 1988) is een Frans voetballer van Congolese afkomst die bij voorkeur als vleugelspeler speelt. Hij staat onder contract bij Levski Sofia.

## Clubcarrière
Kitambala debuteerde in 2008 in het profvoetbal in het shirt van AJ Auxerre. In zijn debuutseizoen speelde hij zeven wedstrijden in de Ligue 1. Het jaar erna werd hij uitgeleend aan Dijon, waarvoor hij 13 doelpunten scoorde uit 34 competitiewedstrijden in de Ligue 2. In 2010 vertrok hij naar Lorient om een jaar later te tekenen bij Saint-Étienne. Wegens gebrek aan speelminuten bij Les Verts werd hij uitgeleend aan het Duitse Dynamo Dresden en aan zijn ex-club  AJ Auxerre. In 2014 tekende hij een eenjarig contract bij het Belgische Sporting Charleroi. Op 2 augustus 2014 scoorde hij zijn eerste doelpunt voor Charleroi in de thuiswedstrijd tegen KVC Westerlo. Op 23 augustus 2014 scoorde hij twee doelpunten in de uitwedstrijd tegen Lierse.
Na amper één seizoen bij Charleroi vertrok hij naar Levski Sofia.
Op 29 februari 2016 tekende Kitambala een contract bij Belgische traditieclub Union Saint-Gilloise

## Interlandcarrière
Kitambala scoorde vier doelpunten uit vijf wedstrijden voor Frankrijk –20. In het shirt van Frankrijk –21 scoorde hij één doelpunt uit vier wedstrijden.